# Jeanne Delvair
Jeanne Delvair (19 de diciembre de 1877 – 13 de enero de 1949) fue una actriz teatral y cinematográfica de nacionalidad francesa.

## Biografía
Su verdadero nombre era Jeanne Louise Deluermoz, y nació en París, Francia. Hermana de la también actriz Germaine Dermoz, a temprana edad empezó a actuar en producciones teatrales, pasando al cine con el papel de "María I de Escocia" en el film de 1908 Marie Stuart. A esa película siguió en 1909 Macbeth. Desde 1910 a 1923 actuó en otras quince películas, además de continuar participando en representaciones teatrales. Su papel cinematográfico más conocido de esa época fue el de "María I de Inglaterra" en la cinta de 1917 Marie Tudor. 
A partir de 1923 dejó el cine, pero continuó actuando en el teatro. En el año 1899 había ingresado en la Comédie-Française, siendo actriz miembro de la misma desde 1910 a 1937. En 1898 había obtenido un primer premio de interpretación.
Jeanne Delvair falleció en Levallois-Perret, Francia, en 1949. Había estado casada con el actor Georges Le Roy, también miembro de la Comédie-Française.

## Selección de su filmografía
- 1909 : Macbeth, de André Calmettes
- 1912 : Marie Tudor